# Ewan MacColl
Ewan MacColl (25 de janeiro de 1915 — 22 de outubro de 1989) foi um cantor, produtor e compositor britânico. Ele é o pai de Kirsty MacColl, que foi morta no controverso acidente de barco à vela em 18 de Dezembro de 2000.